# Casa consistorial de Búchach
La casa consistorial de Búchach es un ratusz de mediados del siglo XVIII en el oeste de Ucrania, obra del arquitecto Bernard Meretyn y con esculturas de Johann Georg Pinsel. El edificio es de estilo barroco y fue mandado a construir por la familia Potocki. Tras sufrir varios incendios, es una de las pocas estructuras de su tipo que se han conservado en el país. En la década del 2000 pasó por una renovación y varias de sus esculturas se almacenaron en los museos de Leópolis.

## Historia
Entre los siglos XVII y XVIII Búchach formaba parte de los dominios de la familia Potocki. En 1751, Mikołaj Bazyli Potocki, el starosta de Kániv, mandó a construir el ayuntamiento con una torre de 35 metros, además de una iglesia tardobarroca y un castillo. En 1811, un incendio destruyó la torre de madera, lo que redujo su altura en al menos quince metros, pero su mantuvieron sus ornamentos barrocos. El reloj mecánico de su ático siguió funcionando tras el evento hasta 1847.
Un segundo incendio en el 29 de julio de 1865 destruyó parte de los elementos escultóricos de las fachadas. Durante el siglo XIX, la primera planta albergaba el propio Ayuntamiento, y tras 1920 fue empleado como un edificio de viviendas y comercios. A partir de 1982 se convirtió en el museo de historia local y después de 1992 también en una escuela de arte para niños.

## Arquitectura
El edificio se trata de un ratusz, una estructura que alberga el gobierno local y que se caracteriza por tener una torre alta y encontrarse en el centro de la ciudad. Esta clase de construcciones surgieron en Ucrania a partir del siglo XIV, y la casa consistorial de Búchach es precisamente uno de los ejemplos más antiguos que se conservan.

## Esculturas

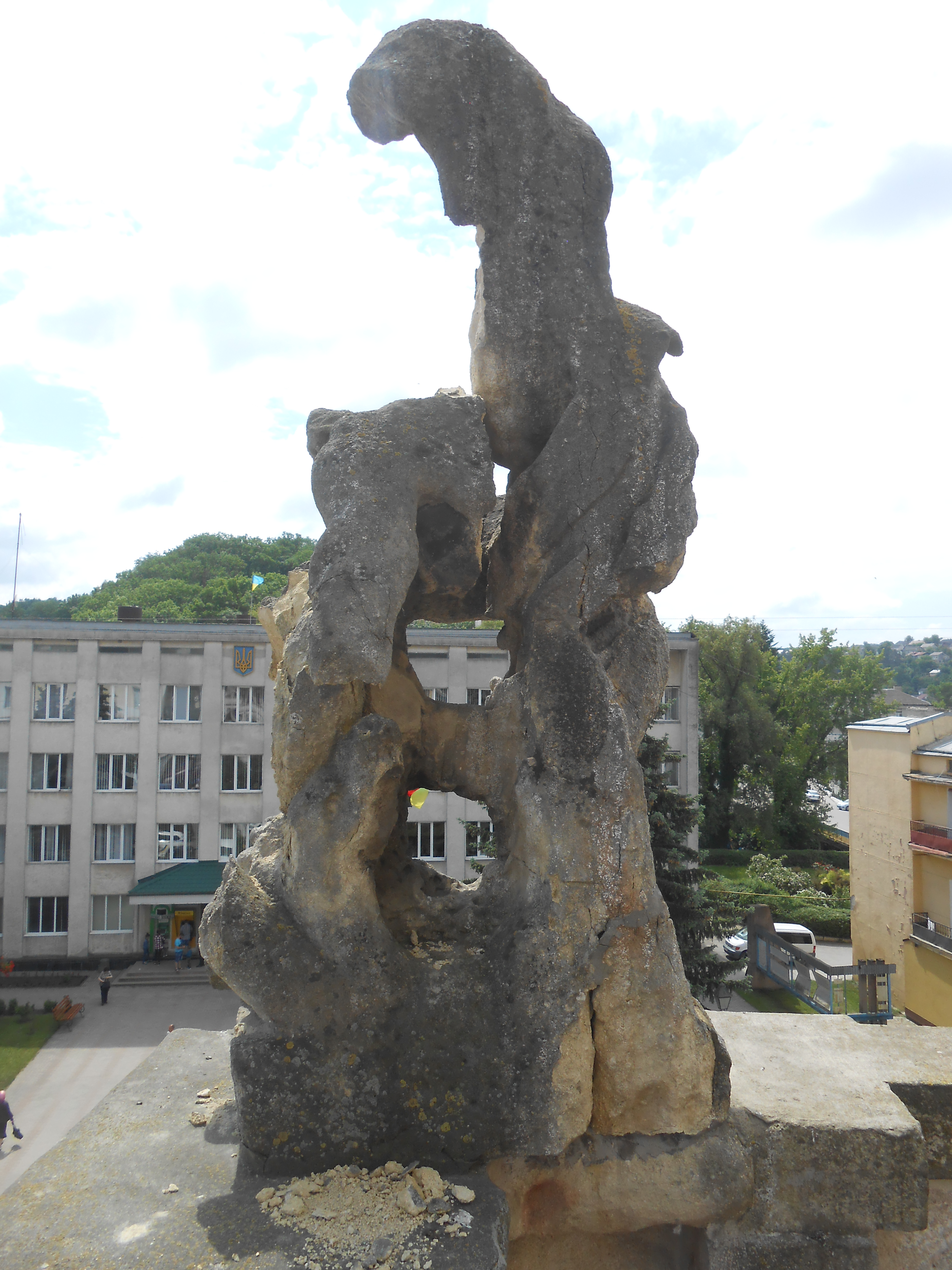
Una de las esculturas del exterior, en 2021. Nótese su estado de conservación.

Las estatuas que decoran el edificio fueron realizadas por el escultor barroco-rococó Johann Georg Pinsel, que vivió y trabajó en la Galitzia oriental. Estas obras son de temática mitológica antigua y bíblica; en el frontón se encuentra una composición en piedra con la heráldica del fundador del ayuntamiento, Mikołaj Bazyli Potocki.
Algunas esculturas desaparecieron o se dañaron durante el incendio en 1865, además de los daños sufridos durante la Primera Guerra Mundial. Hacia la década de 2020, mostraron un mal estado a causa de la continua exposición a las condiciones climáticas y a anteriores restauraciones que resultaron inadecuadas. Originalmente presentaba catorce estatuas, ninguna de ellas se encuentra intacta y solo se conservan nueve de ellas. En 2021 comenzó una renovación del conjunto escultórico.